# سكوت تورنر (كاتب أغاني)
سكوت تورنر (بالإنجليزية: Scott Turner)‏ هو كاتب أغاني أمريكي، ولد في 23 أغسطس 1931 في سيدني ‏ في كندا، وتوفي في 9 فبراير 2009 في كويلسكيل في الولايات المتحدة.